# 艾蜜莉·羅達
珍妮佛·羅威（英語：Jeniffer Rowe，1948年4月2日—）是澳洲的女性小說家，她在對於成年讀者群的創作以犯罪小說題材居多，而對於幼齡讀者方面則是奇幻小說類型為主；並特別改以「艾蜜莉·羅達」（Emily Rodda）的筆名發表。其中她所發表的奇幻小說系列《帝托拉傳奇》曾被澳洲海外的日本愛知電視台改編成電視動畫《魔幻石之戰》於2007至2008年期間播出。

## 經歷
出生位於雪梨北岸一帶的家庭，父親吉姆·奥斯溫（Jim Oswin）是七號電視網下頻道之一「ATN7」創立期間的經理。從雪梨大學唸完學業後，珍妮佛·羅威曾在「Paul Hamlyn publishing」或「Angus and Robertson」等出版社擔任編輯、刊物出版方面的工作事務。
在Angus and Robertson出版社長達14年的工作期間裡，珍妮佛·羅威開始抽空以「艾蜜莉·羅達」的筆名發表兒童文學作品，而她的首部發行作品《Something Special》即成功拿下1984年最佳澳洲青少年讀物的大獎。隨後在1984至1992年之間，珍妮佛·羅威改到婦女雜誌《The Australian Women's Weekly》裡擔任編輯，並同樣以抽空的方式撰寫作品。此期間除兒童文學外；珍妮佛·羅威也開始創作懸疑類型的犯罪小說，其中1988年發表的《Grim Pickings》便有改編成電視劇上映。
1994年起珍妮佛·羅威開始以全職作家身份創作。之後在2000至2002年期間推出的8冊內容奇幻小說《帝托拉傳奇》系列，除在全球有達到超過八百萬本銷售成績外，並被日本改編成電視動畫，且在2002年與2004年之間推出《帝托拉傳奇》的第二、與第三回系列作品。
珍妮佛·羅威現今則居住於藍山持續投入創作。

## 著書

### 兒童．青年讀物
- Something Special（1984年）
- Pigs might Fly（1986年）
- The Best-kept Secret（1988年）
- Finders Keepers（1990年）
- The Timekeeper（1992年）
- Teen Power Inc.系列（1994─1999年）
- The Julia Tapes（1999年）
- Dog Tales（2001年）
- Squeak Street（2005年）

### 奇幻小說
- Rowan of Rin系列（1993─2004年）
- Fairy Realm系列（1994─2006年）
- 帝托拉傳奇系列（2000─2002年）
- 帝托拉傳奇2系列（2002年）
- 帝托拉傳奇3系列（2004年）
- Rondo系列（2007─2009年）
- The Three Doors系列（2011─2012年）

### 犯罪小說
- Verity Birdwood系列（1987─1995年）
- Tessa Vance系列（1988年）
- Angela's Mandrake & Other Feisty Fables（2000年）

## 獎項
- 1985年澳洲兒童圖書委員會評選年度青年圖書：以《Something Special》作品獲得[6]
- 1987年澳洲兒童圖書委員會評選年度青年圖書：以《Pigs Might Fly》作品獲得[6]
- 1989年澳洲兒童圖書委員會評選年度最佳青少年讀物：以《The Best-Kept Secret》作品獲得[6]
- 1991年澳洲兒童圖書委員會評選年度最佳青少年讀物：以《Finders Keepers》作品獲得[7]
- 1994年澳洲兒童圖書委員會評選年度最佳青少年讀物：以《Rowan of Rin》作品獲得[7]
- 1995年多龍金獎章[8]
- 1997年澳洲兒童圖書委員會評選年度最佳青少年讀物：以《Rowan and the Keeper of the Crystal》作品獲得
- 1999年Dymock's Children's Choice Awards最受澳洲青年讀者喜愛作品：以《Rowan of Rin》系列作品獲得
- 2002年KOALA獎：以《帝托拉傳奇》系列作品獲得[9]
- 2003年YABBA年度青年小說獎：以《帝托拉傳奇2》系列作品獲得[10]
- 2003年COOL Awards年度青年小說獎：以《帝托拉傳奇2》系列作品獲得
- 2004年COOL Awards年度青年小說獎：以《帝托拉傳奇3》系列作品獲得
- 2004年KOALA獎：以《帝托拉傳奇3》系列作品獲得[9]
- 2004年YABBA年度青年小說獎：以《帝托拉傳奇3》系列作品獲得[10]

## 外部連結
- 艾蜜莉·羅達的X（前Twitter）